# ベルゴロド州

ベルゴロド州
ロシア語: Белгородская область

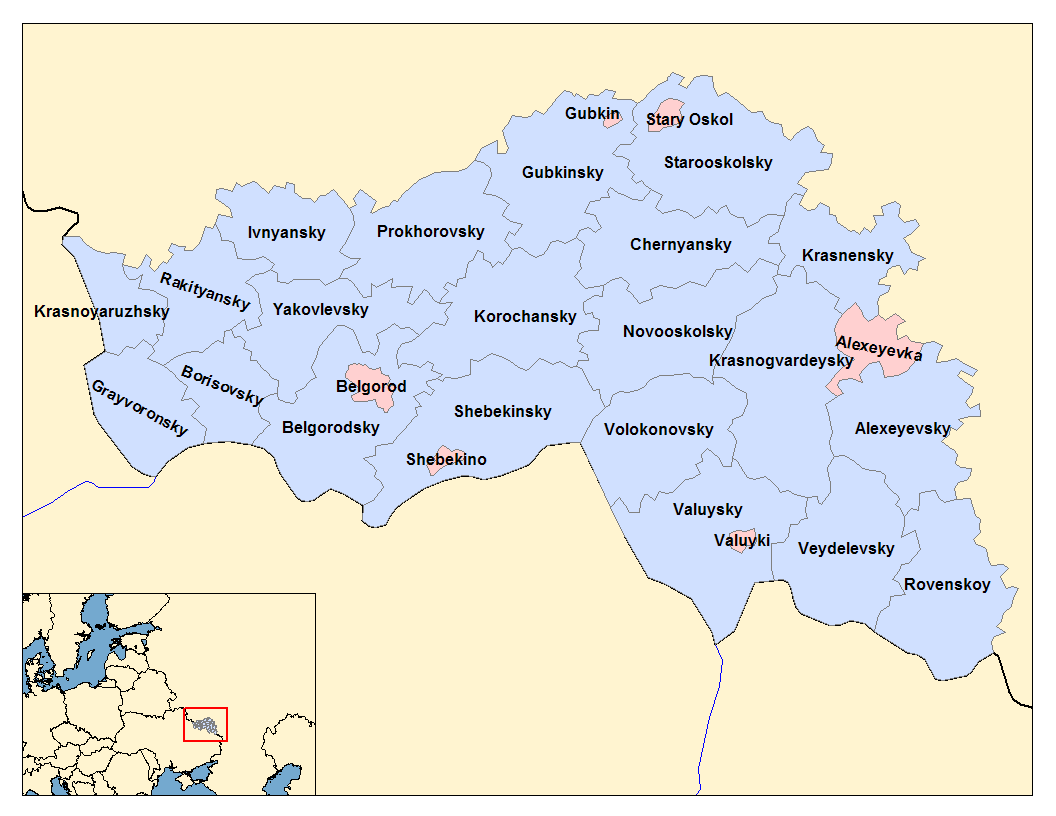
ベルゴロド州の行政区画

ベルゴロド州（ベルゴロドしゅう、Белгоро́дская о́бласть）は、ロシア連邦の州（オーブラスチ）。面積は27,100km²、人口は1,540,486人（2021年国勢調査）。州都はベルゴロド。

## 行政区画
| 地区（район）                                         | 中心地                         |
| ----------------------------------------------------- | ------------------------------ |
| アレクセーエフカ地区（Алексеевский）                  | アレクセーエフカ※              |
| ベルゴロド地区（Белгородский）                        | ベルゴロド※                    |
| ボリソフカ地区（Борисовский）                         | ボリソフカ                     |
| ヴァルイキ地区（Валуйский）                           | ヴァルイキ※                    |
| ヴェイジェレフカ地区（Вейделевский）                  | ヴェイジェレフカ               |
| ヴォロコーノフカ地区（Волоконовский）                 | ヴォロコーノフカ               |
| グライヴォロン地区（Грайворонский）                   | グライヴォロン                 |
| グブキン地区（Губкинский）                            | グブキン※                      |
| イヴニャ地区（Ивнянский）                             | イヴニャ                       |
| コロチャ地区（Корочанский）                           | コロチャ                       |
| クラスノエ地区（Красненский）                         | クラスノエ                     |
| クラスノグヴァルジェイスコエ地区（Красногвардейский） | クラスノグヴァルジェイスコエ町 |
| クラスナヤ・ヤルーガ地区（Краснояружский）            | クラスナヤ・ヤルーガ           |
| ノーヴイ・オスコル地区（Новооскольский）              | ノーヴイ・オスコル             |
| プロホロフカ地区（Прохоровский）                      | プロホロフカ                   |
| ラキートノエ地区（Ракитянский）                       | ラキートノエ                   |
| ロヴェンキー地区（Ровеньской）                        | ロヴェンキー                   |
| スタールイ・オスコル地区（Старооскольский）           | スタールイ・オスコル※          |
| チェルニャンカ地区（Чернянский）                      | チェルニャンカ                 |
| シェベキノ地区（Шебекинский）                         | シェベキノ※                    |
| ヤコヴレヴォ地区（Яковлевский）                       | ストロイチェリ                 |

※地区から独立した州直轄市

## 行政
1993年に州行政管理者ヴィクトル・ベレストヴォイが解任され、ボリス・エリツィン大統領よりエフゲニー・サフチェンコが州知事に任命された。以降、6期27年間にわたって2020年まで務め、退任時にはエリツィン時代に任命された最後の州知事となっていた。2020年11月にスタヴロポリ地方副知事のヴャチェスラフ・グラトコフが知事代行に任命された。

## 標準時
この地域は、モスクワ時間帯の標準時を使用している。時差はUTC+3時間で、夏時間はない。（2011年3月までは標準時がUTC+3で、夏時間がUTC+4時間、同年3月から2014年10月までは通年UTC+4であった）

## 2022年ロシアのウクライナ侵攻

### ウクライナ軍による攻撃
2022年ロシアによるウクライナへの侵攻中、ウクライナと隣接するベルゴロド州はウクライナ軍からと思われる連続ミサイル攻撃を受け、民家359軒と一般車両112台が破壊された。
2023年12月31日には、ウクライナ軍からのミサイル攻撃を受け、当初は18人、数時間後には21人が死亡した事が発表されたが、子ども3人を含む市民24人が死亡したと発表された。
2024年8月6日に始まったウクライナによるクルスク州への侵攻でも戦地になっている。

### ワグネルの保護発言
ウクライナ侵攻中、ロシア国防省と関係が悪化していたロシアの民間軍事会社であるワグネル・グループの創設者エフゲニー・プリゴジンは、ベルゴロド州を巡り、「保護する」と発言し、ロシア政府はワグネルの活動を警戒した。

### 自由ロシア軍団による侵攻と攻撃
2023年5月22日、ロシアによるウクライナ侵攻中、ウクライナ領内から同州内に武装組織が侵攻、破壊活動の他、ロシア連邦軍との地上戦が発生。ドローンによる攻撃も行われ9人が負傷、男性1人と80代の女性1人、合計2人の死亡が確定された。
州知事はウクライナ軍の破壊工作だとして非難する一方、反政府組織の自由ロシア軍団は自らの活動である旨の声明を出している。